# Cryptocephalus anticus
Cryptocephalus anticus је врста тврдокрилца из породице буба листара (Chrysomelidae).
Инсект је дуг 3,5-5 mm. Црн је, али са упадљивим и карактеристичним жутим шарама по покрилцима и пронотуму.
Храни се великим бројем разноврсних биљака (полифагна је врста). У Србији је углавном налажен у северној половини земље, а у Европи не живи само на северу.